# Mascarenotus
Genre
Mascarenotus est un genre d'oiseaux éteint de la famille des Strigidae. Il se trouvait à l'état naturel dans l'archipel des Mascareignes,,. Ce genre est aujourd'hui considéré comme désuet par l'Union internationale des ornithologues.

## Systématique
Le genre Mascarenotus a été créé en 1994 par les biologistes français Cécile Mourer-Chauviré, Roger Bour (d), François Moutou (d) et Sonia Ribes-Beaudemoulin.
Le 20 janvier 2021, lors de la mise à jour 11.1 de sa classification de référence, l'Union internationale des ornithologues a décidé de placer les trois espèces du genre Mascarenotus dans le genre Otus comprenant déjà la majorité des Petit-ducs.

## Liste des espèces
Selon la classification de référence du Congrès ornithologique international (version 14.1, juillet 2024) :
- † Otus grucheti Mourer-Chauviré, Bour, Moutou & Ribes, 1994 — Petit-duc de la Réunion ;
- † Otus sauzieri (Newton, E & Gadow, 1893) — Petit-duc de Maurice ;
- † Otus murivorus (Milne-Edwards, 1873) — Petit-duc de Rodrigues.

## Publication originale
- Cécile Mourer-Chauviré, Roger Bour, François Moutou et Sonia Ribes, « Mascarenotus nov. gen. (Aves, Strigiformes), genre endémique éteint des Mascareignes et M. grucheti n. sp., espèce éteinte de La Réunion », Comptes rendus de l’Académie des sciences, Paris, Académie des sciences, inconnu et Gauthier-Villars, vol. 318,‎ 1994, p. 1699-1706 (ISSN 0249-6321, 2419-7610, 0001-4036 et 2419-6304, OCLC 07029828 et 1124612, BNF 34348108, lire en ligne).